# Gaudenzio Roberti
Gaudenzio Roberti (Parma, 1655 – 7 maggio 1695) è stato un teologo e bibliotecario italiano.

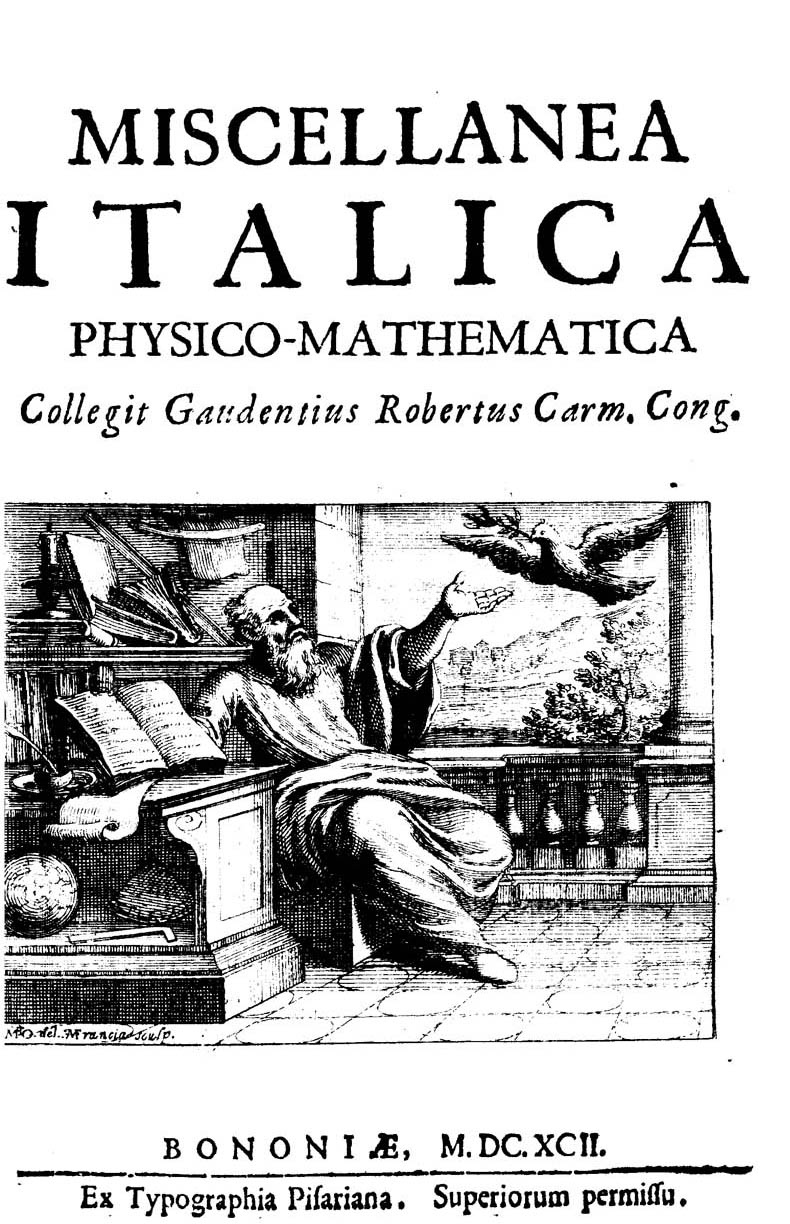
Miscellanea italica physico-mathematica, 1692

Abate carmelitano fu bibliotecario e teologo del duca di Parma Ranuccio II. Contribuì alla nascita del Giornale di Parma e contribuì al Giornale de' Letterati pubblicato a Parma sino al 1690. Curò due raccolte di scritti: Miscellanea Italica erudita, 1691-2 e Miscellanea Italica Physicomathematica, 1692

## Opere
- (LA) Gaudenzio Roberti, Evangelista Torricelli, Domenico Guglielmini, Geminiano Montanari, Marco Antonio Cellio, Giuseppe Dionigi Ponteo, Matteo Campani, Silvio Buongiovane, Flaminio Mezzavacca, Miscellanea italica physico-mathematica, Bononiae, ex Typographia Pisariana, 1692. URL consultato il 13 giugno 2015.